# Маяк Дэвилс-Айленд
Маяк Дэвилс-Айленд (англ. Devils Island Light) — маяк, расположенный на небольшом острове Дэвилс-Айленд, расположенном на западном входе в залив Галифакс-Харбор, недалеко от самого города Галифакс, графство Галифакс, провинция Новая Шотландия, Канада. Построен в 1852 году. Деактивирован в 1978 году.

## История
Небольшой остров Дэвилс-Айленд расположен на западном входе в залив Галифакс-Харбор, через который идёт морское сообщение с крупнейшим городом Новой Шотландии Галифаксом. Многочисленные торговцы и судовладельцы в 1851 году (после того, как пароход с мукой сел на мель в около острова) направили правительству Новой Шотландии петиции с просьбой о строительстве маяка. В 1852 году правительство выделило на эти цели 283 фунта, и на острове был построен первый маяк. Он представлял собой деревянную восьмигранную башню высотой 12 метров. Особенностью маяка было использование газа вместо нефти для поддержания света. Мощность маяка была недостаточно, и в 1877 году в восточной части острова дополнительно был построен второй маяк, также представлявший собой деревянную восьмигранную башню. Его обслуживали те же смотритель с помощником, что и первый маяк. В 1880 году на первом маяке поставили более мощный осветительный прибор. В 1890 году было построено новый, более просторный дом смотрителя. В 1949 году вместо второго маяка установили проблесковый маячок. В 1978 году первый маяк тоже вывели из эксплуатации, с него даже сняли фонарную комнату. В 2012 году ураган «Сэнди» снёс все старые постройки на острове, кроме башни первого маяка. В настоящее время маяк продолжает пребывать в полуразрушенном состоянии без фонарной комнаты. 